# Compagnie des tramways électriques de Dijon

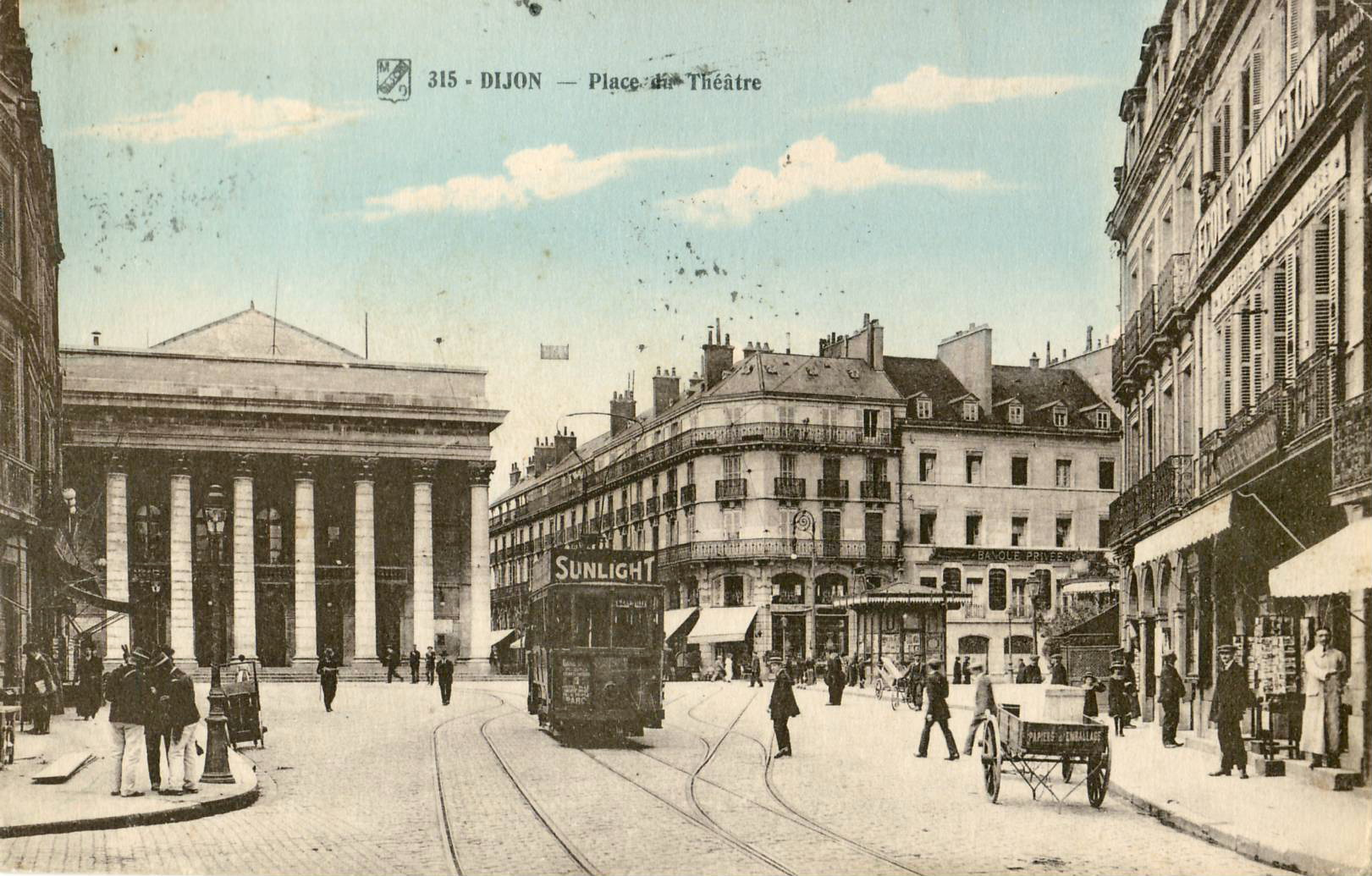
Tramway de la ligne 1 (Gare-Parc), Place du Théâtre

La Compagnie des tramways électriques de Dijon est créée pour construire et exploiter un réseau à voie métrique de tramways électriques à Dijon. Elle se substitue à Mrs Faye, Bellentant et Grammont détenteurs de la concession ,. Cette société anonyme est fondée le 23 décembre 1893 chez Maitre Pétrus Bernard, notaire à Lyon. Son siège se trouve 7 rue des Trois-forgerons, à Dijon (dépôt des tramways). Le conseil d'administration siège à Lyon , 4 rue Grollée puis 8 rue de la Charité. Le réseau est déclaré d'utilité publique le 18 août 1893
En 1907, la Compagnie rejoint la Compagnie d'exploitation des tramways et chemins de fer qui regroupe des compagnies de tramways créés par Mrs Grammont  et Faye (tels les tramways de Rennes et du Mans, Limoges, Angers, Besançon), et sera absorbée par Les Exploitations Électriques. 
Cette société formera le groupe TRANSEXEL, lui-même absorbé dans VIA-GTI en 1981, puis intégré  en 1999 dans Keolis. Cette entreprise exploite toujours les Transports en commun de Dijon (Divia), par sa filiale Keolis Dijon.

## Les lignes
À l'origine le réseau comportait les lignes suivantes :
- Caserne Heudelet - Pont du Canal, ouverture janvier 1895,
- Gare ville - Gare Porte Neuve, ouverture mars 1895,
- République - Cimetière, ouverture février 1895,
- Place Saint Pierre - Parc, ouverture mars 1895,

En 1911 après remaniement du réseau, les lignes étaient les suivantes :
- 1 : - Gare ville - Parc, (3,3 km),
- 2 : - Gare ville - Cimetière, (3,8 km),
- 3 : - Gare ville - Rue des Trois Ponts, (3,3 km),
- 4 : - Talant - Gare Porte Neuve, (3,1 km),
- 5 : - Arsenal (Barrière de Beaune) - Caserne Heudelet, (3,9 km),

À ces lignes urbaines s'ajoute une ligne suburbaine concédée aux TED en 1909.
- Ligne de Dijon-Canal à Gevrey-Chambertin, (10,5 km) ouverture octobre 1909

Le dépôt et l'usine électrique sont situés rue des Trois Forgerons, près du port du canal.

## Évolution du réseau
En 1921, la ligne suburbaine de Dijon à Gevrey-Chambertin initialement concédée au TED, est rétrocédée au département de la Côte-d'Or qui l'intègre dans le réseau départemental.
Les TED reçoivent en 1932 la concession d'une nouvelle ligne vers Longvic et Ouges pour desservir le terrain d'aviation :
- 6 : - Dijon (Place Wilson) - Ouges, (5,6 km), ouverture le 1er mars 1935

Deux prolongements sont réalisés sur la ligne 5
- Arsenal - Chenôve, (1,7 km), au sud, mis en service en juillet 1937,
- Caserne Heudelet, Rue Chanzy à Pouilly, (1 km), au nord, mis en service en novembre 1940,

Les lignes disparaissent de la façon suivante:
les lignes 2, 3 et 4 sont supprimées le 6 janvier 1950.
la ligne 5 est supprimée en novembre 1960.
la ligne 1/6 (fusion des lignes 1 et 6) est supprimée le 1er décembre 1961.

## Matériel roulant
- Véhicules moteurs

N° 1 à 20 : motrices Grammont, livrées en 1894
N° 21 à 25 : motrices Grammont, livrées en 1900-1905
Longueur : 7,50 m
Largeur : 2 m
Masse à vide : 8,3 t
Capacité de transport : 36 personnes
Puissance : 1 seul moteur de 25 Ch. Par la suite, 15 motrices reçurent un moteur de 30 Ch.
- Matériel complémentaire:

N° 21 à 23, motrices type C, construite par Pétolat, équipement électrique Alsthom, avec des moteurs Thomson, puis AEG, livrées en 1933
N° 28 à 30, motrices type D, construite par De Dietrich, équipement électrique Alsthom, livrées en 1935
N° 40 à 47, motrices type E, construites par Carel et Fouché, équipement électrique Alsthom, livrées en 1938
En 1938 les véhicules ont eu un changement dans leur numérotation :
N° 1 - 15 : motrice Grammont,
N° 21 - 24 : motrice C (la motrice n° 24 fut construite en 1947, avec la même caisse que les 21 - 23, mais sans le truck Brill)
N° 31 - 33 : motrice D
N° 41 - 48 : Motrice E.

## Véhicules remorqués
2 remorques ouvertes type "baladeuse"
- Matériel complémentaire:

N° 51 - 54 : remorques ouvertes type "baladeuse",
N° 61 - 65 : remorques fermées "courtes", construite par Pétolat, livrées en 1933
N° 71 - 74 : remorques fermées "longues", construite par De Dietrich, livrées en 1934
N° 75 - 77 : remorques fermées "longues", construite par Pétolat, livrées en 1937
N° 80 : fourgon spécial pour les paquetages des militaires, commandé pour la mise en service de la ligne 6. (ce fourgon n'a servi qu'une seule et unique fois, le jour de l'inauguration de la ligne 6 !)